# یوتکیاجویک (آلاسکا)
یوتکیاجویک (به انگلیسی: Utqiagvik) با نام سابق بارو شهری در بخش نورث اسلوپ ایالت آلاسکا است که جمعیت آن در سرشماری سال ۲۰۰۰ میلادی ۴۵۸۱ نفر بوده‌است.